# Гран-при Саудовской Аравии
Гран-при Саудовской Аравии (араб. جائزة السعودية الكبرى‎, англ. Saudi Arabian Grand Prix) — этап чемпионата мира Формулы-1, дебютировавший в 2021 году в Саудовской Аравии, в городе Джидда. Этап стал полностью ночным, уже пятым в истории Формулы-1 после Гран-при Сингапура, Бахрейна, Сахира и Катара.

## История
В августе 2019 года были обнародованы планы строительства постоянного автоспортивного комплекса в городе-парке Киддия, в 45 км от Эр-Рияда, столицы страны. Трассу должна[когда?] строить компания «Test and Training International», которую возглавляет бывший гонщик Формулы-1 Александр Вурц. По планам,[каким?] длина трассы должна составить 7 км (больше, чем Спа-Франкоршам), также трасса будет[когда?] с перепадом высот из-за местного рельефа. Первая очередь города-парка должна быть готова к 2022 году,[уточнить] срок постройки трассы неизвестен.
В октябре 2020 года был опубликован предварительный календарь на сезон 2021, в котором фигурировала Саудовская Аравия. Первый Гран-при Саудовской Аравии должна[кому?] принять городская трасса в Джидде, проектировкой которой должен был заниматься Герман Тильке. Позже[когда?] этап должен переехать в Киддию. Планируется подписать контракт о проведении Гран-при на 10 лет.
Многими организациями Гран-при был воспринят крайне негативно из-за нарушений в Саудовской Аравии прав человека. В стране сохранилась смертная казнь (отсечение головы, побиение камнями, распятие), которую обычно проводят на площадях. Также сурово наказание за кражу — отсечение кисти; распространена торговля людьми, ущемляется свобода слова и права женщин. По мнению «Human Rights Watch» решение о проведении Гран-при — попытка отвлечь внимание от нарушений прав человека Саудовской Аравией. В ответ на обвинения, руководство Формулы-1 заявило, что «мы ясно изложили нашу позицию по правам человека и другим вопросам всем нашим партнерам и принимающим странам, которые обязуются уважать права человека при организации и проведении своих мероприятий».

## Победители Гран-при Саудовской Аравии
| Год  | Пилот           | Конструктор         | Место  | Отчёт |
| ---- | --------------- | ------------------- | ------ | ----- |
| 2021 | Льюис Хэмилтон  | Mercedes            | Джидда | Отчёт |
| 2022 | Макс Ферстаппен | Red Bull            | Джидда | Отчёт |
| 2023 | Серхио Перес    | Red Bull-Honda RBPT | Джидда | Отчёт |
| 2024 | Макс Ферстаппен | Red Bull-Honda RBPT | Джидда | Отчёт |
| 2025 | Оскар Пиастри   | McLaren-Mercedes    | Джидда | Отчёт |